# Хенрих Мхитарјан
Хенрих Мхитарјан (јерм. Հենրիխ Մխիթարյան; Јереван, 21. јануар 1989) јерменски је фудбалер који игра на позицији крила. Тренутно наступа за Интер Милано.

## Клупска каријера

### Пјуник
Године 1999, Хенрих Мхитарјан се придружио младој екипи Пјуника у Јеревану. За први тим дебитовао је 2006. у 17. години. На десет лигашких утакмица постигао је једанаест голова. Са Пјуником, Мхитарјан је освојио Премијер лигу Јерменије четири пута (2006, 2007, 2008 и 2009), Суперкуп Јерменије двапут (2007. и 2009) и Куп Јерменије (2009). С обзиром на добру игру, било је јасно да га чека трансфер у јачу лигу.

### Металург Доњецк
Мхитарјан је из Пјуника прешао у Металург Доњецк. Дебитовао је у Лиги Европе, 16. јула 2009. против Партизана из Минска. Постигао је гол на дебитантском наступу.
На 45 утакмица за Металург, дао је 16 голова.

### Шахтјор Доњецк

#### Сезона 2010-11
Крајем августа 2010. године, Мхитарјан потписује уговор са Шахтјором из Доњецка вриједан 7,5 милиона долара. Дебитовао је 10. септембра 2010. Први гол за Шахтјор дао је 19. септембра 2010. против Таврије на домаћем терену у побједи након преокрета (4:1). Мхитарјан је иза себе имао одличну сезону, јер је Шахтјор освојио триплу круну (Премијер лига, Куп и Суперкуп).

#### Сезона 2011-12
У другој сезони за Шахтјор, Мхитарјан је изгласан за најбољег играча екипе. Освојили су украјински Куп и Премијер лигу. На 37 утакмица постигао је 11 голова у свим такмичењима. 10 голова дао је у Премијер лиги на 26 утакмица.

#### Сезона 2012-13
Трећа сезона је за Мхитарјана одлично почела: до бројке од десет првенствених голова стигао је већ након шест одиграних кола, изједначивши тако резултат из прошле сезоне. 19. септембра 2012, дао је оба гола у побједи над Нордсјиландом у Лиги шампиона. То су били његови први голови у Лиги шампиона, а понио је и награду играча утакмице тог дана. Мхитарјан је сезону завршио са 25 постигнутих голова у Премиер лиги, оборивши тако лигашки рекорд по броју голова једног играча у сезони.

### Борусија Дортмунд

#### Сезона 2013-14
Дана 25. јуна 2013. Шахтјор је ступио у разговоре са челницима Борусије Дортмунд. Из Њемачке је стигла понуда за Мхитарјана - 25 милиона евра. Већ десетак дана касније је објављено да је јерменски фудбалер стигао у Дортмунд на медицинске прегледе. 8. јула је трансфер и званично завршен - Хенрих Мхитарјан је прешао у редове Борусије. Потписао је четворогодишњи уговор вриједан 27,5 милиона евра. Тако је постао најскупљи фудбалер у историји њемачког клуба.
Дебитовао је 10. јула 2013. у пријатељској утакмици против Базела. Навијачима се представио асистенцијом за Марка Ројса и голом (3:1). У Бундеслиги је дебитовао 18. августа 2013. године. Борусија је побиједила Ајнтрахт Брауншвајг. Прве голове у првенству Њемачке постигао је 1. септембра против Ајнтрахт Франкфурта (2:1). Први гол у Лиги шампиона у жутом дресу постигао је против Арсенала.
Мхитарјан је сезону окончао са девет голова и десет асистенција. Борусија није освојила трофеј. Били су другопласирани у лиги, а изгубили су и у финалу Купа.

#### Сезона 2014-15
Први трофеј у дресу Борусије, Мхитарјан је освојио средином августа 2014. Побиједили су Бајерн у Суперкупу Њемачке (2:0). Мхитарјан је постигао први гол. У септембру се повриједио и одсуствовао је с терена око мјесец дана. 13. децембра, доживио је нову повреду.

#### Сезона 2015-16
Дана 6. августа 2015, Мхитарјна је постигао хет-трик у утакмици квалификација за Лигу Европе против Волфсбергера (5:0). У првом колу Бундеслиге, дао је два гола против Борусије Менхенгладбах у побједи од 4:0, 15. августа 2015.
Сезону је обиљежио индивидуалним наградама. Проглашен је за играча године у Бундеслиги, а био је и најбољи асистент лиге са 15 асистенција.

### Манчестер Јунајтед
Хенрих Мхитарјан 10. августа 2016. потписује четворогодишњи уговор са Манчестер Јунајтедом. Уговор је био вриједан око 29 милиона фунти. У уговору је била опција на продужење на још једну сезону. Мхитарјан је тако постао први фудбалер из Јерменије у историји Премијер лиги.
Дебитовао је 15. јула 2016. у припремној утакмици против Вигана. Прву такмичарску утакмицу за Манчестер Јунајтед одиграо је у првој седмици августа 2016. против Лестера у ФА Комјунити шилду. Седмицу дана касније, уписао је деби и у Премијер лиги Енглеске у мечу против Борнмута.
Први гол за „Црвене ђаволе” постигао је 8. децембра 2016. у групној фази Лиге Европе против Зорје. Први лигашки гол постигао јетри дана касније на Олд Трафорду против Тотенхема. Игру је ипак напустио у другом дијелу игре због повреде. Вратио се двије седмице касније. Ушао је у игру против Сандерленда и постигао феноменалан гол. Тај гол је описао као најбољи у каријери.
Са Манчестером је освојио титулу Лиге Европе. У финалу је 25. маја 2017. савладан Ајакс, а Мхитарјан је постигао један од два гола.

## Репрезентативна каријера
Хенрих Мхитарјан је бивши репрезентативац Јерменије.

## Највеће успеси

### Пјуник
- Првенство Јерменије (4) : 2006, 2007, 2008, 2009.
- Куп Јерменије (1) : 2009.
- Суперкуп Јерменије (2) : 2007, 2008.

### Шахтјор Доњецк
- Првенство Украјине (3) : 2010/11, 2011/12, 2012/13.
- Куп Украјине (3) : 2010/11, 2011/12, 2012/13.
- Суперкуп Украјине (1) : 2012.

### Борусија Дортмунд
- Суперкуп Немачке (2) : 2013, 2014.

### Манчестер Јунајтед
- Енглески Лига куп (1) : 2016/17.
- Комјунити шилд (1) : 2016.
- Лига Европе (1) : 2016/17.

### Рома
- Лига конференције (1) : 2021/22.

### Интер
- Серија А (1) : 2023/24.
- Куп Италије (1) : 2022/23.
- Суперкуп Италије (2) : 2022, 2023.
- Лига шампиона : финале 2022/23.